# Tiếp thị lan truyền
Viral marketing (hay còn gọi là tiếp thị lan truyền) là hình thức marketing theo quy tắc lan truyền thông tin. Là một chiến lược kinh doanh sử dụng các nền tảng mạng xã hội hiện có để quảng bá sản phẩm. Đề cập đến cách người tiêu dùng truyền bá thông tin về sản phẩm của doanh nghiệp với những người khác, giống như hình ảnh lan truyền những con "virus" theo cấp số nhân. Việc này có thể được thực hiện qua lời nói (word of mouth) hoặc được hỗ trợ bởi các hiệu ứng của mạng lưới Internet và di động.
Tuy nhiên, khái niệm này thường bị hiểu sai và sử dụng sai, vì mọi người dường như áp dụng nó cho mọi tình huống mà không xem xét đến khái niệm "virus’’.
Quảng cáo lan truyền mang tính cá nhân và dù có đến từ một nhà tài trợ nhất định các doanh nghiệp vẫn không có trách nhiệm trả tiền cho việc phân phối. Hầu hết các quảng cáo lan truyền nổi tiếng đang lưu hành trực tuyến hiện nay là các quảng cáo được trả tiền bởi các công ty tài trợ, được tung ra trên nền tảng riêng của họ (trang web hoặc profile của công ty) hoặc trên các nền tảng truyền thông xã hội như YouTube. Viral Marketing có thể ở dạng video clip, các dạng trò chơi tương tác, advergames (một hình thức quảng cáo sử dụng Mini Game), ebooks, brandable software, hình ảnh, tin nhắn văn bản (text messages, email, hoặc trang web.
Các loại hình truyền tải được sử dụng phổ biến nhất cho các thông điệp viral bao gồm: Pass Along, Incentive, Undercover và Edgy Gossip. Tuy nhiên, bản chất sáng tạo của Viral Marketing cho phép số lượng hình thức mà thông điệp có thể sử dụng để truyền tải là vô hạn, bao gồm cả thiết bị di động.
- Pass Along: Thông điệp Viral Marketing được lan truyền nhanh chóng từ người này sang người khác qua các cuộc trò chuyện và thảo luận.
- Incentive: Kích thích người dùng chia sẻ, lan truyền thông điệp Viral Marketing bằng phần thưởng, quà tặng, khuyến mãi,… từ doanh nghiệp.
- Undercover: Lan truyền tin hot, mới nhất một cách nhanh nhất có thể.
- Edgy Gossip: Tạo ra những cuộc tranh luận với những ý kiến trái chiều xung quanh những chủ đề được định sẵn từ chủ ý của doanh nghiệp. Để tạo ra mối quan tâm tới sản phẩm, dịch vụ và thương hiệu của doanh nghiệp.

Mục tiêu cuối cùng mà các nhà tiếp thị quan tâm trong việc tạo ra các chương trình Viral Marketing thành công là tạo ra các thông điệp thu hút các cá nhân có ảnh hưởng trên mạng xã hội lớn và các thông điệp có khả năng cao được các cá nhân khác kể cả đối thủ cạnh tranh của họ đón nhận và truyền tải đến những người khác trong thời gian ngắn.
Thuật ngữ "Viral Marketing" cũng được sử dụng để chỉ các chiến dịch tiếp thị lén lút - chiến lược tiếp thị một sản phẩm cho mọi người mà họ không biết rằng mình đang được tiếp thị.

## Lịch sử
Sự xuất hiện của "Viral Marketing", với vai trò như một cách tiếp cận quảng cáo, gắn liền với sự phổ biến của quan niệm cho rằng các ý kiến có thể lan truyền nhanh như virus. Và các lĩnh vực phát triển xung quanh khái niệm này, như memetic marketing, đã đạt đến mức phổ biến nhất trong những năm 1990. Và khi khái niệm này bắt đầu ảnh hưởng đến các chuyên gia tiếp thị, nó đã hình thành nên một xu hướng riêng trong bối cảnh đó.
Thuật ngữ "Chiến lược lan truyền" (Viral strategy) được sử dụng lần đầu tiên trong tiếp thị vào năm 1995, trong thời đại tiền kỹ thuật số (pre-digital marketing era), bởi một nhóm hoạch định chiến lược quảng cáo tại Chiat/Day ở LA (nay là TBWA LA), do Lorraine Ketch và Fred Satler dẫn đầu, với nhiệm vụ cho ra mắt PlayStation đầu tiên của Sony Computer Entertainment. Sinh ra từ nhu cầu giải quyết việc khách hàng thường từ chối những thứ được quảng bá đến họ nhưng lại tìm kiếm những thứ "lảng tránh" họ. Chiat /Day đã tạo ra một chiến dịch 'lén lút' hướng đến những người có ảnh hưởng (influencers)/ người dẫn đầu các quan điểm (opinion leaders). Kết quả là trong vòng 6 tháng, PlayStation đã trở thành chiến dịch ra mắt thành công nhất trong lịch sử của Sony.
Có rất nhiều tranh luận về nguồn gốc và sự phổ biến của thuật ngữ "Viral Marketing’’, cụ thể, mặc dù một số thuật ngữ xuất hiện sớm nhất được cho là thuộc về Tim Draper và Jeffrey Rayport. Thuật ngữ này sau đó đã được Rayport đề cập trong bài viết "The Virus of Marketing" năm 1996, vào năm 1997 Tim Draper và Steve Jurvetson thuộc công ty đầu tư mạo hiểm Draper Fisher Jurvetson cũng đã dùng thuật ngữ này để mô tả hoạt động quảng cáo của Hotmail. Trước đó thuật ngữ này cũng được tìm thấy trên tạp chí PC User năm 1989, nhưng với một ý nghĩa khác.
Một trong số những người đầu tiên viết về "Viral marketing" trên Internet là nhà phê bình truyền thông Doug Rushkoff. Giả định rằng nếu một quảng cáo tiếp cận một người dùng "nhạy cảm", người dùng đó sẽ bị "lây nhiễm" (tức là chấp nhận ý tưởng đó) và chia sẻ ý tưởng với những người khác (lây nhiễm họ), tương tự như virus. Khi trung bình mỗi người "bị nhiễm" lây cho một người dễ mắc bệnh thì số lượng người dùng ‘’bị nhiễm bệnh’’ sẽ tăng theo đường cong hàm mũ. Tất nhiên, chiến dịch tiếp thị có thể thành công ngay cả khi thông điệp lan truyền chậm hơn, nếu việc chia sẻ giữa người dùng này với người dùng khác được duy trì bởi các hình thức truyền thông tiếp thị khác nhau, chẳng hạn như quan hệ công chúng hoặc quảng cáo.
Bob Gerstley là một trong những người đầu tiên viết về các thuật toán được thiết kế để xác định những người có "tiềm năng mạng xã hội" (social networking potential - SNP) cao. Ông đã sử dụng thuật toán này trong nghiên cứu định lượng. Vào năm 2004, khái niệm về người dùng alpha (alpha user) đã được đặt ra để chỉ ra rằng giờ đây chúng ta đã có thể xác định được các trung tâm ảnh hưởng tiêu biểu nhất của bất kỳ chiến dịch lan truyền nào. Người dùng Alpha có thể được xem là mục tiêu chính xác nhất cho các mục đích quảng cáo trong mạng lưới di động vì tính cá nhân của họ.
Đầu năm 2013, Hội nghị "Virut Submit" đầu tiên được tổ chức tại Las Vegas đã nỗ lực xác định các xu hướng trong các phương pháp tiếp thị lan truyền đối với các phương tiện truyền thông khác nhau.

## Điều gì khiến mọi thứ lan truyền?
Dựa trên cuốn sách với tiêu đề Contagious: Why Things Catch On, có sáu yếu tố chính thúc đẩy sự lan truyền. Tên gọi là STEPPS, viết tắt của:
Social Currency - Trao cho người dùng các thông tin để "tám" và chia sẻ cùng nhau.
Trigger - Tạo cho người dùng sự liên tưởng.
Emotion - Cảm xúc
Public - Đám đông
Practical Value - Chia sẻ các giá trị thực tiễn, thông tin có giá trị
Stories - Chia sẻ các câu truyện

## Phương pháp và số liệu
Theo giáo sư Andreas Kaplan và giáo sư Michael Haenlein, để làm cho hoạt động tiếp thị lan truyền, phải đáp ứng ba tiêu chí cơ bản, tức là đúng thông điệp, đúng người truyền tải và trong môi trường phù hợp:
Người truyền tải: Cần có ba loại hình cụ thể để đảm bảo việc chuyển đổi một thông điệp thông thường thành virus: chuyên gia thị trường (market mavens), người kết nối (social hubs) và nhân viên bán hàng (salespeople).
- Chuyên gia thị trường (market mavens): là những cá nhân liên tục nắm bắt mọi thứ (chuyên gia thông tin); họ thường là một trong những người đầu tiên tiếp xúc với thông tin và làn truyền nó ngay lập tức đến các nền tảng mạng xã hội của họ.
- Người kết nối (social hubs): là những người có số lượng kết nối xã hội đặc biệt lớn; họ thường có mối quan hệ với hàng trăm người khác nhau và có khả năng đóng vai trò là người kết nối hoặc cầu nối giữa các nhóm người hoặc các nền văn hóa khác nhau.
- Nhân viên bán hàng (salespeople): là người nhận được thông điệp từ chuyên gia thị trường, mở rộng nó bằng cách làm cho nó phù hợp và thuyết phục hơn, sau đó truyền tải nó đến người kết nối để tiếp tục lan truyền.

Thông điệp: Chỉ những thông điệp đáng nhớ và thú vị mới mới có khả năng thúc đẩy sự lan truyền. Làm cho một thông điệp trở nên đáng nhớ và thú vị hơn hoặc đơn giản là dễ "lây nhiễm" hơn, thường không phải là vấn đề của những thay đổi lớn mà đơn giản chỉ là những điều chỉnh nhỏ. Thông điệp phải là duy nhất và hấp dẫn với một mục đích chính là thúc đẩy người nhận sẽ chia sẻ nó rộng rãi với bạn bè của họ - như một yếu tố "phải-xem/must-see".
Môi trường: Môi trường rất quan trọng trong sự thành công của một chiến dịch tiếp thị lan truyền - những thay đổi nhỏ trong môi trường có thể dẫn đến hậu quả rất lớn và từ đó mọi người dường như trở nên nhạy cảm hơn với môi trường. Vì thế, thời điểm và bối cảnh khởi động của chiến dịch phải được lựa chọn đúng đắn và kỹ lưỡng.
Trong khi đó, Kaplan, Haenlein và một số người khác lại làm giảm vai trò của các nhà tiếp thị trong việc tạo ra thông điệp lan truyền ban đầu và "seeding" cho nó, Marc Feldman - nhà phân tích, tiếp thị và bán hàng, người đã thực hiện nghiên cứu tiếp thị lan truyền của IMT Strategies vào năm 2001, đã khắc hoạ một vai trò khác cho các nhà tiếp thị nhằm thúc đẩy "nghệ thuật" tiếp thị lan truyền gần hơn với "khoa học".

## Số liệu
Là một yếu tố đo lường chính cho các mục tiêu của chiến dịch lan truyền. Tùy theo mục tiêu của chiến dịch của chiến dịch lan truyền, số liệu có thể được thể hiện dưới các hình thức khác nhau như số lượt xem, số lượt truy cập cho một nội dung cụ thể cũng như là lượt chia sẻ trên các phương tiện truyền thông như Facebook, Twitter, chứng minh được người tiêu dùng đã tiếp nhận thông tin và xử lý nó thông qua các thông điệp truyền thông của chiến dịch lan truyền. Sự đo lường qua các số lượng review về một sản phẩm hoặc số lượng thành viên của một trang web đã ước tính được tổng số lượng các cá nhân đã được cung cấp sự hiểu biết từ các thông điệp truyền thông của nhà tiếp thị. Bên cạnh các số liệu thống kê liên quan đến lưu lượng truy cập trực tuyến, các cuộc khảo sát có thể đánh giá mức độ hiểu biết về sản phẩm hoặc thương hiệu, mặc dù loại đo lường này phức tạp hơn và đòi hỏi nhiều tài nguyên hơn.
Liên quan đến thái độ của người tiêu dùng đối với một thương hiệu hoặc thậm chí đối với truyền thông tiếp thị, các số liệu thống kê trực tuyến từ các trang mạng xã hội khác nhau, bao gồm số lượt thích và chia sẻ trong mạng xã hội, có thể được sử dụng để đo lường nó. (Social listening)
Số lượng các đánh giá cho một thương hiệu hoặc sản phẩm nhất định và những đánh giá chất lượng bởi người dùng là chỉ số về thái độ. Các biện pháp cổ điển để thu nhập thông tin về thái độ của người tiêu dùng đối với thương hiệu có thể được thu thập thông qua các cuộc khảo sát của người tiêu dùng. Sự đo lường về hành vi là rất quan trọng bởi vì những thay đổi trong hành vi và quyết định mua của người tiêu dùng là những gì các nhà tiếp thị hy vọng nhìn thấy thông qua các chiến dịch lan truyền. Có rất nhiều chỉ số có thể được sử dụng trong bối cảnh này như là một chức năng của các mục tiêu của nhà tiếp thị. Một số trong số chúng bao gồm các số liệu thống kê trực tuyến và truyền thông xã hội được biết đến nhiều nhất như số lượng và chất lượng chia sẻ, lượt xem, đánh giá sản phẩm và nhận xét. Sự tương tác với thương hiệu của người dùng có thể được đo lường thông qua yếu tố K, số lượng người theo dõi, bạn bè, người dùng đã đăng ký và thời gian dành cho trang web. Các chỉ số tập trung vào hành động của người tiêu dùng sau khi tiếp nhận và xử lý nội dung tiếp thị, bao gồm số lượng yêu cầu thông tin, mẫu thử hoặc các hình thức thử nghiệm sản phẩm. Tuy nhiên, phản hồi cho các thông điệp kêu gọi hành động thực tế (call-to-action) rất quan trọng, bao gồm cả tỷ lệ chuyển đổi. Hành vi của người tiêu dùng dự kiến sẽ dẫn đến những sự đóng góp của công ty, có nghĩa là tăng doanh số, cả về số lượng và số lượng tài chính. Tuy nhiên, khi định lượng thay đổi trong bán hàng, các nhà quản lý cần xem xét các yếu tố khác có khả năng ảnh hưởng đến doanh số bên cạnh các hoạt động tiếp thị lan truyền. Bên cạnh những tác động tích cực đến doanh số, việc sử dụng tiếp thị lan truyền dự kiến sẽ giúp giảm đáng kể chi phí và chi phí tiếp thị.

## Cách thức
Các phương pháp mà một chiến dịch lan truyền thường tận dụng:
- Sự tham gia của khách hàng và đánh giá của họ
- Công cụ tìm kiếm trên web (Search Engine)
- Tích hợp điện thoại thông minh
- Nhiều hình thức in ấn và tiếp thị trực tiếp
- Tối ưu hóa công cụ tìm kiếm (Search Engine Optimization)
- Tối ưu hóa phương tiện truyền thông xã hội (Social Media Optimization)
- Truyền hình và đài phát thanh
- Tiếp thị thông qua người ảnh hưởng (Influencer marketing)

Mục tiêu của tiếp thị lan truyền được xây dựng dựa trên 3 yếu tố:
1. Thu nhập và tổng hợp hồ sơ xã hội
2. Phân tích thị trường lân cận
3. Phân tích mật độ từ khóa bằng thời gian thực

Bằng cách áp dụng ba nguyên tắc quan trọng này vào mô hình quảng cáo, một công ty VMS có thể kết hợp client với khách hàng mục tiêu của họ với lợi thế hiệu quả về chi phí.
Internet làm cho chiến dịch lan truyền rất nhanh; có thể nói, làm cho một thương hiệu nổi tiếng chỉ sau một đêm. Tuy nhiên, bản thân Internet và các công nghệ truyền thông xã hội không tạo nên một thương hiệu lan truyền; họ chỉ cho phép mọi người chia sẻ nội dung với người khác nhanh hơn. Do đó, người ta thường đồng ý rằng một chiến dịch thường phải tuân theo một bộ nguyên tắc nhất định để có thể thành công:
- Nó phải hấp dẫn hầu hết khán giả.
- Nó phải có giá trị chia sẻ với bạn bè và gia đình.
- Một nền tảng lớn, ví dụ: YouTube hoặc Facebook phải được sử dụng[27]
- Tăng cường ban đầu để thu hút sự chú ý được sử dụng, ví dụ: seeding, mua lượt xem hoặc chia sẻ với người hâm mộ trên Facebook.
- Nội dung có chất lượng tốt.

## Social networking
Sự phát triển của các mạng xã hội đóng góp đáng kể vào hiệu quả của tiếp thị lan truyền. Tính đến năm 2009, hai phần ba dân số trên thế giới truy cập dịch vụ mạng xã hội hoặc trang blog ít nhất mỗi tuần. Chỉ riêng Facebook đã có hơn 1 tỷ người dùng hoạt động.
Trong năm 2009, thời gian truy cập các trang truyền thông xã hội bắt đầu vượt quá thời gian gửi email. Một nghiên cứu năm 2010 cho thấy 52% những người xem tin tức trực tuyến chuyển tiếp nó qua mạng xã hội, email hoặc bài đăng.

### Truyền thông mạng xã hội(Social media)
Sự ra đời của phương tiện truyền thông xã hội đã gây ra một sự thay đổi trong cách tiếp thị lan truyền được sử dụng và tốc độ lan truyền thông tin và người dùng tương tác. Điều này đã thúc đẩy nhiều công ty sử dụng phương tiện truyền thông xã hội như một cách để tiếp thị bản thân và sản phẩm của họ, với Elsamari Botha và Mignon Reyneke nói rằng các thông điệp lan truyền đang "đóng vai trò ngày càng quan trọng trong việc ảnh hưởng và thay đổi dư luận về danh tiếng, thương hiệu và sản phẩm của công ty.

## Người có ảnh hưởng
'Những người có ảnh hưởng để truyền đạt thông điệp tiếp thị tới đối tượng bạn muốn tiếp cận'. Trong kinh doanh, người ta chỉ ra rằng mọi người thích tương tác với con người hơn logo. Do đó, dường như những người có ảnh hưởng thay mặt cho một công ty để xây dựng mối quan hệ giữa thương hiệu và khách hàng của họ. Các công ty sẽ bị bỏ lại phía sau nếu họ bỏ qua xu hướng của những người có ảnh hưởng trong tiếp thị lan truyền, vì hơn 60% thương hiệu toàn cầu đã sử dụng những người có ảnh hưởng trong tiếp thị vào năm 2016. Các loại người ảnh hưởng đi kèm với mức độ tham gia của khách hàng vào tiếp thị của các công ty. Đầu tiên, ảnh hưởng không chủ ý, vì sự hài lòng của thương hiệu và mức độ tham gia thấp, hành động của họ chỉ là gửi thông điệp của công ty tới người dùng tiềm năng. Thứ hai, người dùng sẽ trở thành nhân viên bán hàng hoặc người quảng bá cho một công ty cụ thể với các ưu đãi. Ví dụ, ICQ cung cấp cho người dùng lợi ích của họ để tạo ra nhận thức về bạn bè của họ. Cuối cùng, số lượng người có ảnh hưởng lớn là những người có lượng người theo dõi khổng lồ trên mạng xã hội. Xu hướng gần đây trong hoạt động kinh doanh là cung cấp các ưu đãi cho người dùng cá nhân để đăng lại các thông điệp quảng cáo lên hồ sơ của riêng họ.
Các nhà tiếp thị và các cơ quan thường coi những người nổi tiếng là một người có ảnh hưởng tốt với công việc chứng thực. Quan niệm này tương tự như tiếp thị của người nổi tiếng. Dựa trên một cuộc khảo sát, 69% bộ phận tiếp thị của công ty và 74% các cơ quan hiện đang làm việc với những người nổi tiếng ở Anh. Các loại người nổi tiếng đi cùng với môi trường làm việc của họ. Những người nổi tiếng truyền thống được coi là người độc thân, vũ công, diễn viên hoặc người mẫu. Những loại nhân vật công cộng này đang tiếp tục được sử dụng phổ biến nhất bởi các nhà tiếp thị công ty. Cuộc khảo sát cho thấy 4 trong 10 công ty đã làm việc với những người nổi tiếng truyền thống này trong năm trước. Tuy nhiên, mọi người trong những năm này đang dành nhiều thời gian hơn cho truyền thông xã hội hơn là các phương tiện truyền thống như TV. Các nhà nghiên cứu cũng tuyên bố rằng khách hàng không tin chắc rằng những người nổi tiếng có ảnh hưởng hiệu quả.
Các ngôi sao truyền thông xã hội (Micro Influencers) là một trong những thành phần có ảnh hưởng đến tiếp thị lan truyền vì người tiêu dùng đang dành nhiều thời gian trên Internet hơn trước đây. Và các công ty và các cơ quan bắt đầu xem xét việc hợp tác với các ngôi sao truyền thông xã hội như là người chứng thực sản phẩm của họ.
Các ngôi sao truyền thông xã hội như YouTuber Zoella hay Instagrammer Aimee Song được theo dõi bởi hàng triệu người trực tuyến. Những người nổi tiếng trực tuyến này có nhiều kết nối và ảnh hưởng hơn với những người theo dõi họ vì họ có cuộc trò chuyện và tương tác thường xuyên và thực tế hơn trên Internet về mặt nhận xét hoặc lượt thích.
Xu hướng này được nắm bắt bởi các nhà tiếp thị được sử dụng để khám phá các khách hàng tiềm năng mới. Các cơ quan đang đặt các ngôi sao truyền thông xã hội bên cạnh các ca sĩ và nhạc sĩ ở vị trí hàng đầu trong số các loại người nổi tiếng mà họ đã làm việc cùng. Và có hơn 28% các nhà tiếp thị công ty đã làm việc với một người nổi tiếng trên mạng xã hội trong năm trước.

### Những lợi ích khi sử dụng người có ảnh hưởng

#### Dành cho các công ty
Sử dụng những người có ảnh hưởng trong tiếp thị lan truyền cung cấp cho các công ty một số lợi ích. Nó cho phép các công ty dành ít thời gian và ngân sách cho truyền thông marketing và quảng bá xây dựng độ nhận diện thương hiệu của họ. Ví dụ, Alberto Zanot, tại FIFA Football World Cup 2006, đã chia sẻ cú đánh đầu của Zinedine Zidane vào trận gặp Italia và thu hút hơn 1,5 triệu người xem trong chưa đầy một giờ. Thứ hai, nó tăng cường độ tin cậy của thông điệp. Các mối quan hệ dựa trên niềm tin này thu hút sự chú ý của khán giả, tạo ra nhu cầu của khách hàng, tăng doanh số và lòng trung thành hoặc đơn giản là thúc đẩy thái độ và hành vi của khách hàng. Trong trường hợp của Coke, Millennials đã thay đổi suy nghĩ về sản phẩm này, từ đồ uống của cha mẹ thành đồ uống dành cho thanh thiếu niên. Nó đã xây dựng các nhu cầu xã hội của Millennials bằng cách 'chia sẻ một Coke' với bạn bè của họ. Điều này tạo ra một kết nối sâu sắc với Gen Y, tăng doanh số đáng kể (+ 11% so với năm ngoái) và thị phần (+ 1,6%)

#### Dành cho người có ảnh hưởng
Không còn nghi ngờ gì nữa, việc khai thác những người có ảnh hưởng sẽ là một công việc sinh lợi cho cả công ty và người có ảnh hưởng. Khái niệm 'người có ảnh hưởng' không chỉ là một 'chuyên gia' mà còn là bất kỳ ai có thể truyền tải và tạo ảnh hưởng đến độ tin cậy của một thông điệp (ví dụ: blogger). Năm 2014, BritMums, mạng xã hội để chia sẻ cuộc sống hàng ngày của gia đình, đã có 6.000 blogger và 11.300 lượt xem mỗi tháng trung bình và trở thành chứng thực cho một số thương hiệu cụ thể như Coca-Cola, Morrison. Một trường hợp khác, Aimee Song, người có hơn 3,6 triệu người theo dõi trên trang Instagram và trở thành người có ảnh hưởng trên phương tiện truyền thông xã hội của Laura Mercier, kiếm được 500.000 đô la mỗi tháng.

#### Dành cho người tiêu dùng
Quy trình ra quyết định dường như khá là khó khăn cho khách hàng ngày nay. Millers (1956) lập luận rằng mọi người bị mắc chứng trí nhớ ngắn hạn. Điều này liên kết đến những khó khăn trong quá trình ra quyết định của khách hàng và Nghịch lý của sự lựa chọn, khi họ phải đối mặt với nhiều quảng cáo và báo hàng ngày. Người có ảnh hưởng đóng vai trò là nguồn đáng tin cậy cho quá trình ra quyết định của khách hàng. Nielsen báo cáo rằng 80% người tiêu dùng đánh giá cao lời giới thiệu của người quen của họ, vì họ có lý do để tin tưởng rằng thông điệp mà bạn bè của họ mang đến không phải vì lợi ích  và giúp họ giảm thiểu rủi ro khi đưa ra các lựa chọn.

### Rủi ro khi sử dụng người có ảnh hưởng

#### Rủi ro cho công ty
Rủi ro chính đến từ công ty khi nhắm sai mục tiêu đến người có ảnh hưởng hoặc phân khúc. Một khi nội dung đã được chia sẻ trực tuyến, người gửi sẽ không thể kiểm soát nội dung đó nữa. Do đó, điều quan trọng là phải nhắm đến một phân khúc cụ thể khi phát hành thông điệp. Sau đây là những gì đã xảy ra với công ty BlendTech khi phát hành video cho thấy máy xay sinh tố có thể pha trộn mọi thứ và khuyến khích người dùng chia sẻ video. Điều này chủ yếu thu hút sự chú ý của những cậu bé tuổi teen, những người nghĩ rằng thật hài hước khi pha trộn và phá hủy bất cứ thứ gì họ có thể; mặc dù các video đã lan truyền, họ không nhắm mục tiêu đến người mua tiềm năng của sản phẩm. Đây được coi là một trong những yếu tố chính ảnh hưởng đến sự thành công của quảng cáo trực tuyến. Điều quan trọng và không thể tránh khỏi là các tổ chức nhắm mục tiêu đúng đối tượng. Một rủi ro khác với internet là video của một công ty có thể sẽ lan truyền đến những nơi mà các sản phẩm của họ thậm chí không được bán.

#### Rủi ro phát sinh từ những người có ảnh hưởng
Theo một bài báo của Duncan Watts và các đồng nghiệp có tựa đề: "Mọi người đều là người có ảnh hưởng", rủi ro phổ biến nhất trong tiếp thị lan truyền là do người ảnh hưởng không hiểu hết thông điệp, điều này có thể dẫn đến thất bại của chiến dịch tiếp thị lan truyền. Rủi ro thứ hai là người có ảnh hưởng sửa đổi nội dung của thông điệp. Rủi ro thứ ba là những người có ảnh hưởng truyền sai thông điệp. Điều này xuất phát từ một sự hiểu lầm hoặc là một động thái có chủ ý.

## Influencers Marketing
Bạn đăng nhập vào Instagram và một người nổi tiếng thú nhận tình yêu của họ với Chipotle (một thương hiệu kem) với một cây burrito trong tay của họ. Sau đó, bạn đang cuộn qua Twitter và một trong những người bạn của bạn tweets một hình ảnh với Frappuccino Starbucks của họ. Cả hai đều là ví dụ về tiếp thị có ảnh hưởng, sự khác biệt duy nhất là người đầu tiên được trả tiền bởi các nhà quảng cáo và thứ hai thì không. Điều này làm mờ ranh giới của sự chứng minh về nội dung đó có phải là quảng cáo hay không là những gì tạo ra tiếp thị có ảnh hưởng thật mạnh mẽ. Tiếp thị ảnh hưởng về cơ bản là truyền miệng ảo và người tiêu dùng có nhiều khả năng nhận thức tích cực và phản ứng với một thông điệp đến từ một người bạn đáng tin cậy trên một bài đăng được tài trợ đến từ một công ty. Theo Nielsen, 92% người tiêu dùng tin rằng các khuyến nghị từ bạn bè và gia đình trên tất cả các hình thức quảng cáo (Whitler 2014). Các nhà quảng cáo đang cố gắng tận dụng điều này bằng cách truyền đạt thông điệp của họ thông qua những người có ảnh hưởng trên phương tiện truyền thông xã hội được khách hàng tin tưởng gần như một người bạn. Theo một nghiên cứu chung của Twitter và phân tích hãng Annalect, 56% người dùng được khảo sát cho biết họ dựa vào các khuyến nghị từ bạn bè, trong khi 49% cho biết họ dựa vào những người có ảnh hưởng (Swant 2016). Lấy mối quan hệ đáng tin cậy này và kết hợp nó với lượng người theo dõi lớn trên một hoặc nhiều mạng xã hội, không có gì lạ các nhà quảng cáo đang trả tiền cho những người có ảnh hưởng này để đăng một cách thuận lợi về thương hiệu hoặc sản phẩm của họ.

## Làm thế nào để lan truyền thông qua những người có ảnh hưởng
Tiếp thị lan truyền đã nhanh chóng trở thành một trong những chiến lược được tìm kiếm nhiều nhất với mục đích mang đến sự thành công trong thương mại - và có thương hiệu nào mà không thích lan truyền trên mạng xã hội? Điểm khác biệt chính của những loại chiến dịch này là chính người dùng các phương tiện truyền thông xã hội sẽ chia sẻ chiến dịch trên trang cá nhân của họ, chứ không phải là những người có ảnh hưởng. Nhưng, để đạt được điều này không dễ như bạn tưởng. Trong bài viết này, chúng ta sẽ xem xét những cách thức thực hiện chiến dịch.

### Làm thế nào để lan truyền trên mạng xã hội
Có vẻ như khá dễ dàng để tạo ra một chiến dịch lan truyền như: một video bắt mắt, một hashtag tốt. Nhưng nó không hoàn toàn đơn giản như thế. Giống như mọi chiến lược tiếp thị kỹ thuật số, điều quan trọng là bạn phải nghiên cứu và lên kế hoạch cho đến mọi chi tiết cuối cùng của chiến dịch. Khi nào là thời điểm hoàn hảo để khởi động chiến dịch của bạn? Loại nội dung nào bạn nên sử dụng? Điều gì nên là trọng tâm của chiến dịch lan truyền của bạn? Xét về mặt thời gian, có thể nói rằng, "thời điểm hoàn hảo" không tồn tại với tiếp thị lan truyền, chúng ta không nên cứ chờ đợi. Điều quan trọng nhất là hãy nghiên cứu thị trường và thực hiện chiến dịch của bạn khi đối tượng mục tiêu chưa bị bão hòa bởi nội dung lan truyền từ các thương hiệu khác.
Hình thành nội dung video là bước đầu tiên trong chiến dịch tiếp thị lan truyền. Nó phải rất bắt mắt, thu hút, có thể vận dụng sự sáng tạo để tạo sự lan truyền, nhờ vào sự đơn giản của nền tảng video. Có hai tiêu điểm chính được sử dụng cho các chiến dịch video lan truyền, có thể được gọi là trọng tâm nhận thức và trọng tâm che giấu. Với trọng tâm nhận thức, khán giả biết rằng những gì họ xem là nội dung thương mại, trong khi với trọng tâm được che giấu, sự tham gia của thương hiệu trong chiến dịch chỉ được tiết lộ vào cuối video.
Mạng xã hội là nơi hoàn hảo để khởi động các chiến lược tiếp thị lan truyền vì những lý do sau:
- Đây là một lựa chọn có chi phí thấp. Đặc điểm chính của các chiến dịch lan truyền là người dùng phương tiện truyền thông xã hội là những người thực hiện tất cả các công việc, truyền bá nội dung cho thương hiệu. Tuy nhiên, các thương hiệu luôn có thể đầu tư ít vào ban đầu để tạo các chiến dịch và cộng tác với những người có ảnh hưởng để họ chia sẻ nội dung với những người theo dõi họ.
- Khi khởi động một chiến dịch lan truyền thì đó là thời điểm hoàn hảo để cải thiện thương hiệu và xây dựng độ nhận diện trên các mạng xã hội. Vì lý do đó, việc tạo ra một hashtag là nền tảng để liên kết chiến dịch lan truyền của bạn với thương hiệu của bạn.
- Tiềm năng lớn để tiếp cận nhiều đối tượng. Thương hiệu có thể có khả năng tác động đến hàng triệu người dùng phương tiện truyền thông xã hội với nội dung thương mại của họ, ngay cả khi họ không thực sự quan tâm đến thương hiệu hoặc theo dõi trang của doanh nghiệp.

### Tiếp thị lan truyền thông qua những người có ảnh hưởng
Tất cả chúng ta đều đồng ý rằng, để tạo ra một chiến dịch tiếp thị lan truyền thành công, điều quan trọng là phải có nội dung sáng tạo, bắt mắt với một điểm nhấn tốt để thu hút mọi người. Nhưng để nội dung lan truyền của bạn được công nhận, chúng tôi khuyên bạn nên đầu tư một khoản vào những người có sức ảnh hưởng.
Tạo chiến lược tiếp thị lan truyền với những người có ảnh hưởng là công thức hoàn hảo để đảm bảo nội dung của bạn sẽ được phổ biến rộng rãi, nhờ khả năng tiếp cận hàng ngàn hoặc thậm chí hàng triệu người dùng phương tiện truyền thông xã hội. Tuy nhiên, như với tất cả các chiến dịch tiếp thị có ảnh hưởng, điều quan trọng nhất là chọn đúng người. Người ảnh hưởng nên có cùng giá trị với thương hiệu và thông điệp mà họ muốn truyền tải.

### Ví dụ về tiếp thị lan truyền với những người có ảnh hưởng
Để kết thúc năm cao điểm, Ruavieja đã phát động một chiến dịch tiếp thị lan truyền, đó là một thành công vang dội. Ngay từ giây phút đầu tiên ra mắt, video chiến dịch của họ đã được mệnh danh là video của năm. Với hashtag #Ruavieja #TenemosQueVernosMás (#weNeedToSeeEachOtherMore)
Nó đã được đưa ra vào đúng thời điểm và đúng địa điểm. Những ngày trước Giáng sinh luôn là thời điểm hoàn hảo để tung ra một video sáng tạo và đầy cảm xúc, và thương hiệu đã chọn Twitter làm nền tảng cho chiến dịch cụ thể này, một mạng xã hội cho phép người dùng chia sẻ nội dung một cách nhanh chóng và dễ dàng.
Yêu cầu và hashtag của chiến dịch đã tóm tắt hoàn hảo bản chất của chiến dịch và thông điệp của nó: "Chúng ta cần gặp nhau nhiều hơn". Nó đề cập đến lượng thời gian quá lớn mà tất cả chúng ta dành cho công việc hoặc có lẽ chỉ ngồi trước màn hình, và ít thời gian chúng ta dành cho những gì thực sự quan trọng; gần gũi và thân yêu nhất của chúng ta
Chỉ trong một tháng, video đã nhận được hơn 12 triệu lượt xem trên YouTube, tỷ lệ tương tác 101,02% trên Twitter và 2 triệu đô la từ truyền thông kiếm được (earned media). Hơn nữa, như chúng ta có thể thấy với kết quả chiến dịch, video đã tác động đến nhiều người đàn ông cũng như phụ nữ, với 92% người dùng bị ảnh hưởng cư trú ở Tây Ban Nha, đặc biệt là từ Madrid và Barcelona.
Làm thế nào những người có ảnh hưởng giúp thúc đẩy chiến dịch này trên twitter? Hãy cùng xem những sự ảnh hưởng trên Twitter của 3 trang cá nhân @albertommoral, @carmenfgarcia, @Dr_Blazquez và kết quả: Tổng tác động của ba tài khoản này tiếp xúc với 65 triệu người dùng Twitter và gần 150 tương tác. Giống như tweet chính thức của thương hiệu, đối tượng bị ảnh hưởng chủ yếu đến từ Madrid và đồng đều giữa nam và nữ.
Nội dung lan truyền là nội dung mà người dùng muốn chia sẻ với những người theo dõi họ, nội dung gây ra phản ứng cảm xúc và gây chú ý đến mọi người. Đây là chìa khóa để lan truyền và chỉ có thể được mô tả như tiếp thị truyền miệng.

## Rủi ro khi sử dụng Influencers marketing trong viral Marketing
Vì sự lan truyền của Viral Marketing là thật sự nhanh chóng, cho nên những gì người ảnh hưởng đang làm, đang phát ngôn cũng ảnh hưởng nghiêm trọng đến chiến dịch. Khả năng một người ảnh hưởng tạo ra tranh cãi trước và sau khi sử dụng những nội dung truyền tải đến với người tiêu dùng là một điều rủi ro của các doanh nghiệp. Doanh nghiệp hầu như bị mất một chút kiểm soát về nội dung sáng tạo cho chiến dịch, nó không giống như một client đang kiểm soát từng bước đi của họ. Về mặt lý thuyết, bạn đang khai thác họ trên chuyên môn của họ, nên bạn phải tin rằng họ biết những gì họ đang làm và họ sẽ làm đúng, không chỉ đúng mà phải "thật" đối với những người theo dõi họ. Bạn phải thật sự cẩn thận khi làm việc với những người có lượng người theo dõi cao, bạn phải luôn đồng ý để họ có thể giữ tiếng nói và quan điểm đến từ họ chứ không phải đến từ thương hiệu. Bạn chỉ được đề xuất nội dung và kiểm soát nội dung cuối cùng đến từ họ.

## Chiến dịch sử dụng Micro Influencers

### Micro Influencers là gì?
Là những người có tầm ảnh hưởng nhỏ, có dưới 10.000 người theo dõi, họ là những chuyên gia trong lĩnh vực của họ và thường có một cộng đồng rất nhiều người theo dõi, những người dựa vào (và tin tưởng) nội dung. Họ đáng tin cậy và đáng tin cậy, bởi vì họ thường là những người hàng ngày chia sẻ niềm đam mê, khuyến nghị cá nhân, cuộc sống hàng ngày của họ và những điều họ thích và không thích.

### Tại sao lại lựa chọn Micro Influencers cho chiến dịch Viral?

#### Sự chân thật
Kyla Brennan, người sáng lập và CEO của HelloSociety, một doanh nghiệp  kết nối các thương hiệu với những người có ảnh hưởng cho các chiến dịch cụ thể của khách hàng. "Khi sử dụng người nổi tiếng cho một chiến dịch viral, những người có thể có hàng triệu người theo dõi, nhưng điều đáng quan tâm là những người theo dõi họ không thực sự tin rằng người nổi tiếng là một fan hâm mộ thực sự của sản phẩm mà họ đang cố gắng quảng cáo đến họ.
Trong khi đó, những micro influencers là những người thường xuyên giới thiệu những sản phẩm trong một lĩnh vực mà họ am hiểu, ví dụ một beauty blogger giới thiệu một sản phẩm son, điều đó làm cho khách hàng tin tưởng hơn rất nhiều.
Tính xác thực cũng đóng một vai trò quan trọng trong tiếp thị người ảnh hưởng và mức độ ảnh hưởng. Những người có ảnh hưởng vi mô rất thành công và thúc đẩy ROI cho các thương hiệu vì họ có mức độ xác thực rất cao, trong khi những người có ảnh hưởng vi mô  rất khó duy trì. Chính những kết nối cá nhân và thường xuyên thân mật mà họ có với khán giả của họ cho phép họ xây dựng một cộng đồng gắn kết mà các thương hiệu có thể khai thác và thúc đẩy thành công tiếp thị có ảnh hưởng.

#### Sự hiệu quả khi chọn đúng người ảnh hưởng
Theo HelloSociety, hơn 60% lượt tương tác trong một chiến dịch đến từ Micro Influencers. Những chiến dịch đó hiệu quả hơn đến 6.7 lần so với những người có lượt theo dõi lớn hơn đem lại.
Trong ngành công nghiệp quảng cáo, tỷ lệ của sự tương tác trung bình 1-3% nói chung là khá tuyệt vời và là những gì bạn thường thấy đối với một người có ảnh hưởng. Tuy nhiên, bất thường nhưng lại xảy ra thường xuyên, những người có ảnh hưởng vi mô có tỷ lệ tương tác trung bình cao hơn tiêu chuẩn ngành, bởi vì khán giả của họ tham gia nhiều vào nội dung của họ.
Tầm quan trọng đang chuyển từ phạm vi tiếp cận (reach) và theo dõi (followers) sang tham gia, vì vậy các số liệu như tỷ lệ tương tác (engagement rate) trung bình là rất quan trọng để xem xét khi làm việc với những người có ảnh hưởng và những người có ảnh hưởng vi mô thường có tỷ lệ tương tác trung bình cao hơn. Mặc dù họ thường không thể cạnh tranh với các đồng nghiệp của mình về lượng người theo dõi, các thương hiệu nên quan tâm nhiều hơn đến sự tham gia, đó là nơi những người có ảnh hưởng vi mô tỏa sáng.
Trong khi đó, giá bỏ ra cho một bài post hay một hoạt động quảng cáo của Micro Influencers lại rẻ hơn so với một Celebrity.

## Những ví dụ đáng chú ý
Trong khoảng thời gian 1996 - 1997, Hotmail là một trong những doanh nghiệp internet đầu tiên trở nên cực kỳ thành công khi sử dụng các kỹ thuật tiếp thị lan truyền bằng cách chèn khẩu hiệu "Nhận email miễn phí của bạn tại Hotmail" ở cuối mỗi email được gửi bởi người dùng. Hotmail đã có 12 triệu người dùng đăng ký trong 18 tháng. Vào thời điểm đó, đây là sự tăng trưởng nhanh nhất của bất kỳ công ty truyền thông dựa trên người dùng nào trong lịch sử. Vào thời điểm Hotmail đạt 66 triệu người dùng, công ty đã thiết lập 270.000 tài khoản mới mỗi ngày.
Vào năm 2000, Slate.com đã mô tả sự bất công không công khai của TiVo về việc cung cấp các hệ thống miễn phí cho những người đam mê hiểu biết web để tạo ra marketing truyền miệng, chỉ ra rằng một chiến dịch lan truyền khác với một trò hề công khai.
Burger King đã sử dụng một số chiến dịch tiếp thị. Chiến dịch "The Subservient Chicken" hoạt động từ năm 2004 đến 2007, là một ví dụ về tiếp thị truyền miệng hoặc lan truyền.
Loạt video lan truyền của The Blendtec có tên "Will It Blend?" ra mắt vào năm 2006. Trong chương trình, Tom Dickson, người sáng lập và CEO của Blendtec, cố gắng pha trộn nhiều mặt hàng khác thường để thể hiện sức mạnh của máy xay sinh tố của mình. "Will it Blend?" đã được đề cử giải thưởng YouTube năm 2007 cho Series hay nhất, chiến thắng trong chiến dịch Viral Video năm 2007 của Tạp chí Net và chiến thắng Giải thưởng Clio hạng đồng cho Video về Viral vào năm 2008. Năm 2010, Blendtec khẳng định vị trí hàng đầu trong danh sách AdAge của "10 quảng cáo lan truyền hàng đầu mọi thời đại". Trang "Will It Blend?" trên YouTube hiển thị hơn 200 triệu lượt xem video.
Dự án Big Word, ra mắt năm 2008, nhằm đánh giá lại Từ điển tiếng Anh Oxford bằng cách cho phép mọi người gửi trang web của họ như một định nghĩa của từ mà họ chọn. Dự án được tạo ra để tài trợ cho sự học tập của hai sinh viên Thạc sĩ, đã thu hút sự chú ý của các blogger trên toàn thế giới, và được đăng trên Daring Fireball và tạp chí Wired.
Các công ty cũng có thể sử dụng một video lan truyền mà họ không tạo ra cho mục đích tiếp thị. Một ví dụ đáng chú ý là video lan truyền "The Extreme Diet Coke & Mentos Experiment" được tạo bởi Fritz Grobe và Stephen Voltz của EepyBird. Sau thành công ban đầu của video, Mentos đã nhanh chóng đưa ra những đề xuất về sự hỗ trợ của họ. Mentos đã gửi cho EepyBird hàng ngàn thanh bạc hà cho các thí nghiệm của họ. Coke đã tham gia chậm hơn.
Vào ngày 6 tháng 3 năm 2012, Dollar Shave Club đã phát động chiến dịch video trực tuyến của họ. Trong 48 giờ đầu tiên khi video ra mắt trên YouTube, họ đã có hơn 12.000 người đăng ký dịch vụ. Video chỉ tốn 4500 đô la để thực hiện và tính đến tháng 11 năm 2015 đã có hơn 21 triệu lượt xem. Video được coi là một trong những chiến dịch tiếp thị lan truyền tốt nhất năm 2012 và giành chiến thắng "Chiến dịch video xuất sắc nhất hiện nay" tại Giải thưởng Video Viral AdAge 2012.
Năm 2014, A.L.S. Ice Bucket Challenge là một trong những ví dụ về tiếp thị lan truyền theo dạng thực hiện thử thách tốt nhất trên mạng xã hội. Hàng triệu người trên các phương tiện truyền thông xã hội bắt đầu tự quay phim, đổ một thùng nước đá lên đầu và chia sẻ video với bạn bè của họ. Thử thách được tạo ra để hỗ trợ chống lại bệnh xơ cứng teo cơ bên trái (ALS), còn được gọi là bệnh Lou Gehrig. Mọi người đã hoàn thành thử thách và sau đó đề cử người tiếp theo họ biết trên phương tiện truyền thông xã hội để thực hiện thử thách tương tự. Theo xu hướng này, Ice Bucket Challenge đã trở thành một 'fab' trên phương tiện truyền thông xã hội với nhiều người nổi tiếng trực tuyến như Tyler Oakley, Zoe Sugg và những người nổi tiếng và doanh nhân lớn như Justin Bieber, Mark Zuckerberg và Bill Gates tham gia. Cho đến tháng 9 năm 2014, hơn 2,4 triệu video liên quan đến thùng đá đã được đăng trên Facebook và 28 triệu người đã tải lên, nhận xét hoặc thích các bài đăng liên quan đến thùng đá. Và khoảng 3,7 triệu video đã được tải lên trên Instagram với các hashtag #ALSicebucketchallenge và #icebucketchallenge. Hiệp hội ALS không phát minh ra thử thách thùng đá, nhưng họ đã nhận được một số tiền quyên góp rất lớn từ hoạt động này. Theo báo cáo, số quỹ được gây là 220 triệu đô la trên toàn thế giới cho tổ chức A.L.S, và chỉ trong 8 tuần, số tiền này gấp mười ba lần số tiền quyên góp trong cả năm trước đó.
Vào giữa năm 2016, một công ty trà Ấn Độ (TE-A-ME) đã giao 6.000 túi trà cho Donald Trump và tung ra một video trên YouTube và Facebook. Chiến dịch video này đã nhận được nhiều giải thưởng khác nhau, bao gồm hầu hết các giải PR sáng tạo ở Đông Nam Á sau khi nhận được hơn 52000 lượt chia sẻ video, 3,1 triệu lượt xem video trong 72 giờ đầu tiên và hàng trăm đề cập xuất bản (bao gồm Mashable, Quartz, Indian Express, Buzzfeed) trên 80 quốc gia.